# Panajot Pano
Panajot Pano (Durazzo, 7 marzo 1939 – Jacksonville, 19 gennaio 2010) è stato un calciatore albanese.
Ha iniziato la sua carriera come portiere nelle giovanili del KF Tirana, ma in seguito è diventato il centravanti più prolifico dei suoi rivali storici, il Partizani Tirana. Durante i suoi diciotto anni di carriera ha giocato 24 partite con la nazionale albanese ed è stato insignito degli UEFA Jubilee Awards albanesi.
Grazie alle sue capacità e abilità, Pano si è guadagnato il soprannome di Il piccolo Puskás da parte dei commentatori sportivi.

## Biografia
Panajot Panot è nato a Durazzo da genitori albanesi di fede cristiano-ortodossa che provenivano da Lefterhori, Delvinë. Anche suo figlio Ledio Pano (1968) è un calciatore albanese che ha giocato nella Nazionale di calcio dell'Albania.
Nel 2000 è stato premiato dalla UEFA come "Il Giocatore del Secolo" albanese.
Nel 2009 è stato premiato con l'ordine "Onore della Nazione" da Bamir Topi, l'allora Presidente della Repubblica d'Albania, divenendo Pano il primo sportivo moderno a conseguire questa alta onorificenza.
È deceduto negli Stati Uniti nel 2010 all'età di 70 anni a causa di un attacco cardiaco.

## Caratteristiche tecniche
È stato noto come fantasista (fu definito "genio dei piedi") e per la sua velocità ("veloce come una saetta"), seppur al tempo stesso robusto di fisico, tanto da garantirgli una grande forza.

## Carriera
È stato una bandiera del Partizani Tirana con la quale ha vinto 4 campionati nazionali, 6 Coppe d'Albania ed una Coppa dei Balcani per club in quindici anni. È stato capocannoniere del campionato nazionale in quattro occasioni.
In carriera ha giocato più di 700 partite segnando 450 reti (50 delle quali in campo internazionale). Negli anni ottanta suo figlio Ledio Pano giocò nel Partizani Tirana e nella Nazionale albanese senza però eguagliare le gesta del padre.
Nel novembre 2003, in occasione del giubileo dell'UEFA, è stato scelto miglior calciatore albanese di tutti i tempi dalla Federazione calcistica dell'Albania, vincendo il Golden Player.

## Citazioni
(Il "Kaiser" Beckenbauer parlando con una certa ammirazione di Panajot Pano dopo la partita tra Germania Ovest e Albania)
(Così disse il difensore leggendario della Germania Ovest Willi Schulz dopo la partita tra Germania Ovest e Albania)
(disse dopo un match disputato da Pano a Istanbul, l’allora patron del Fenerbahçe, Myslim Bey.)

## Palmarès

### Club
- Campionato albanese: 4

Partizani Tirana: 1961, 1962-63, 1963-64, 1970-71
- Coppa d'Albania: 6

Partizani Tirana: 1961, 1963-64, 1965-66, 1967-68, 1969-70, 1972-73
- Coppa dei Balcani per club: 1

Partizani Tirana: 1970

### Individuale
- Capocannoniere del campionato albanese: 3

1960 (12 reti), 1961 (17 reti), 1969-70 (17 reti),